# 库尔特·哈格
库尔特·哈格（德語：Kurt Hager，1912年7月24日—1998年9月18日），德国统一社会党政治局委员，中央委员会书记。

## 生平
1912年，出生于比蒂海姆。1929年，加入共产主义青年团。1930年，入党。1933年，从事反法西斯工作，后流亡国外。1937年，参加西班牙国际纵队，任马德里电台负责人。1946年，任《前进报》副主编。
1949年，先后任党中央宣传部长、柏林洪堡大学哲学教授。1954年，为中央委员。1955年，为中央书记处书记，主管宣传工作。1958年，为政治局候补委员，任人民议院国民教育委员会主席。1963年，为政治局委员，主管意识形态和教科文方面的工作。1966年，任东德科学委员会主席。1989年，辞职。1998年，去世。